# SCGB3A
SCGB3A est une sous-famille de sécrétoglobines présentant une forte homologie avec celle de SCGB1A1, et ce notamment dans les organes épithéliaux tels que les poumons, les glandes mammaires, la trachée, les glandes salivaires, ou la prostate. 

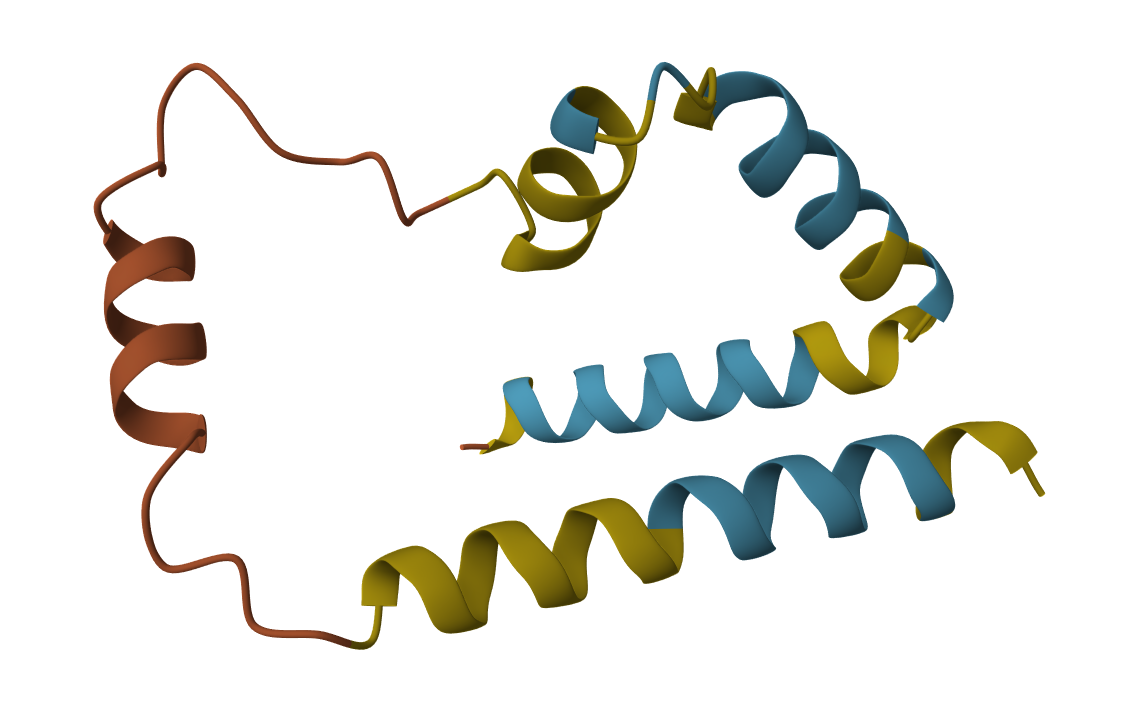
SCGB3A1

## SCGB3A1
Cette sécrétoglobine se retrouve uniquement dans les grosses voies aériennes. SCGB3A1 est considérée comme un gène suppresseur de tumeur dans nombreux cancers tels que le cancer du sein, de la prostate, des poumons, et du pancréas, notamment du fait de l’hyperméthylation de son promoteur dans les tumeurs. 

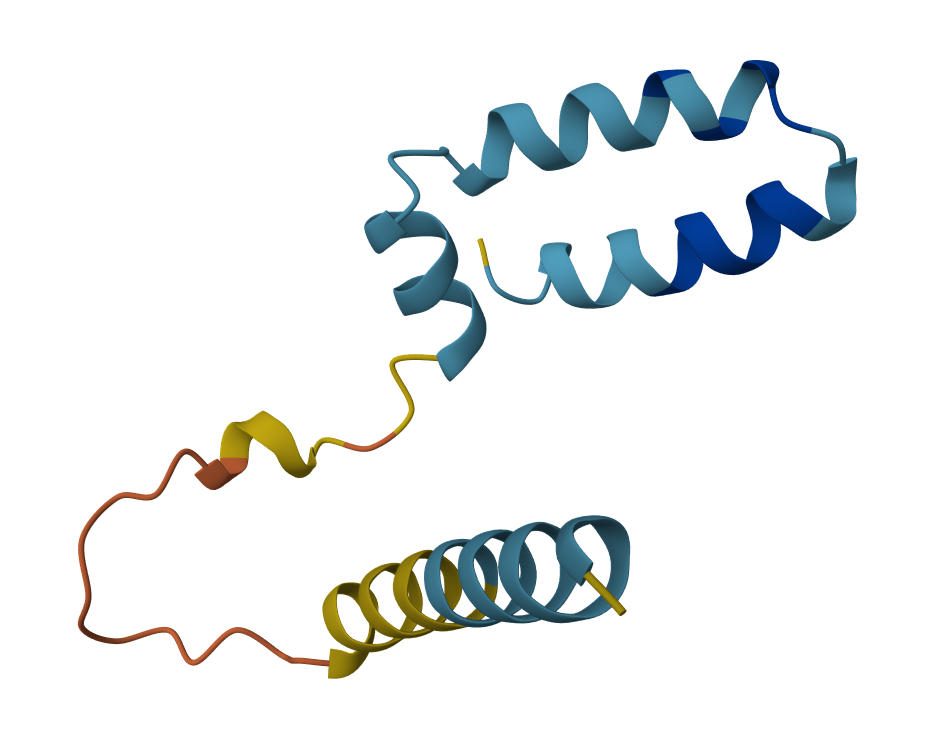
SCGB3A2

## SCGB3A2
Localisé sur le chromosome 5, le gène code une petite protéine de 10kDa formant un dimère et un tétramère. Son expression est relevée dès le stade embryonnaire dans les cellules club, et ce même avant l’expression de SCGB1A1. Cette expression est maximale dans les jours avoisinant la naissance. 
SCGB3A2 est sécrétée par la réponse cytokinique Th1 induite par les lymphocytes T-helper, mais est supprimée en cas de réponse pro-inflammatoire médiée par Th2.

## Fonctions
Plusieurs de ses fonctions ont été proposées :
- Action anti-inflammatoire : un taux altéré en SCGB3A2 est rapporté dans les maladies inflammatoires telles que l’asthme, la rhinosinusite chronique, la rhinite… Il serait donc possible de dire que SCGB3A2 est un gène de susceptibilité pour ces pathologies, comme cela est notamment suggéré pour l’asthme.

- Action anti-cancéreuse : suppression de la croissance des cellules du carcinome pulmonaire de Lewis dans les modèles in vitro. En se liant au lipopolysaccharide, SCGB3A2 induit la pyroptose, une forme de nécrose induite par une forte inflammation.

- Biomarqueur : co-exprimé avec SCGB1A1, SCGB3A2 est un biomarqueur précoce de la différenciation de la lignée cellulaire des cellules club, ce qui la rend intéressante pour repérer ces cellules et déterminer l’état des voies aériennes, mais également pour suivre le développement des cellules club dérivées de cellules souches pluripotentes humaines.

- Biochimie : liaison à l’apolipoprotéine-A, au lipopolysaccharide, aux bactéries Gram + et Gram -
- Clairance des pathogènes pulmonaires
- Rôle dans la croissance des poumons

## Rôle dans les pathologies
SCGB3A1 présente des différences d’expression chez les patients fumeurs atteints d’un cancer du poumon. Il a été mis en évidence qu’une diminution du taux circulant de la protéine est associée à la croissance de la tumeur dans le cancer bronchique non à petites cellules.
En présence du polymorphisme G-112A, (où la Guanine est remplacée par l’Adénosine) le gène de SCGB3A2 semble être un locus de susceptibilité dans la Maladie de Basedow. L’homozygotie AA réduit l’activité transcriptionnelle du gène et diminue significativement son taux sérique. G-112A pourrait également jouer un rôle dans la sensibilité accrue au développement d’un asthme. Cette même sensibilité serait significativement plus importante chez les sujets homozygotes de l’allèle A que chez les sujets homozygotes de l’allèle G, ou hétérozygotes.

## Concepts et espoirs thérapeutiques
En vue des résultats obtenus concernant l’action anti-inflammatoire de SCGB3A2, il est à supposer que l’administration de la protéine SCGB3A2 puisse atténuer les symptômes de l’inflammation allergique des voies respiratoires, y compris dans l’asthme, la rhinosinusite ou encore la rhinite.
De par son rôle de facteur de croissance au stade embryonnaire, l’utilisation de SCGB3A2 permettrait de traiter, ou du moins de prévenir, les pathologies chroniques des poumons ou bien d’accompagner le développement des poumons des nouveau-nés prématurés. Il pourrait également être intéressant de se focaliser sur cette fonction de la protéine pour les cultures in vitro des poumons à destination de la transplantation.
Concernant son activité anti-cancéreuse, il peut être intéressant de se questionner sur son association à des thérapies ciblées et/ou à des immunothérapies pour traiter les cancers dans lesquels SCGB3A2 est impliquée.